# Radiație de sincrotron
Radiația de sincrotron apare la mișcarea electronilor (particulelor cu sarcină electrică) în câmp magnetic pe orbite circulare. Puterea radiației sincrotrone este direct proporțională cu puterea a patra a energiei electronilor și invers proporțională cu pătratul razei orbitei electronilor. Este emisă într-un con cu vârful pe electron și cu unghiul de deschidere invers proporțional energiei electronilor. Maximul energiei radiației  sincrotrone (frecvența maximă) este proporțional cu cubul energiei electronului. A fost prezisă teoretic în anul 1944 de către D.D. Ivanenco și I.Ya. Pomeranciuc, ca un efect nociv, care diminuează energia particulelor accelerate. Ulterior explorată teoretic de către A.A. Sokolov, N.P. Klepikov și I.M. Ternov (teoria cuantică a radiației sincrotrone 1953), Julian Schwinger (1954) (Schwinger repetă rezultatele sovieticilor peste 1 an) , 
și A.A. Sokolov, și I.M. Ternov (polarizarea radiației sincrotrone (1956) și efectele fluctuațiilor cuantice (1957) a căpătat aplicații multiple în fizica corpului solid, biologie. Se manifestă vast în astrofizică, în special în cazul stelelor neutronice, la fel ca și oriunde se întâlnesc câmpuri magnetice. 